# 亚氨基锗
亚氨基锗是一种无机化合物，化学式为Ge(NH)2。

## 制备
亚氨基锗可由四氯化锗在液氨中反应得到：
GeCl4 + 6 NH3 → Ge(NH)2 + 4 NH4Cl
四碘化锗和液氨反应也能得到Ge(NH)2。

## 性质
亚氨基锗在N2中于150 °C加热，生成Ge2N3H并放出氨气。